# Acantoluzarida nigra
Acantoluzarida nigra är en insektsart som beskrevs av Desutter-grandcolas 1992. Acantoluzarida nigra ingår i släktet Acantoluzarida och familjen syrsor. Inga underarter finns listade i Catalogue of Life.